# Ferrovia Adriatica
Ferrovia Adriatica è il nome storico della ferrovia che corre lungo la costa adriatica dell'Italia seguendola per buona parte del percorso. È una delle direttrici fondamentali delle ferrovie italiane e collega tra loro e con il nord del Paese città ed aree produttive tra le più importanti dell'Italia centro-meridionale.
La sua costruzione fu opera della Società Italiana per le strade ferrate meridionali, tra il 1863 e il 1872. Nel 1906 venne riscattata interamente dalle Ferrovie dello Stato. Nel 1933 la tratta terminale a sud, Lecce-Otranto, fu ceduta alle Ferrovie del Sud Est che a sua volta ripartì il tratto in più linee (il tratto Lecce-Zollino è parte della linea 5, il tratto Zollino-Maglie è parte della linea 6 mentre il tratto Maglie-Otranto è parte dell’intera linea 7); la restante tratta, da Ancona a Lecce, di proprietà dello Stato, dal 2001 è assegnata a RFI che la considera, ai fini dell'esercizio, un tutt'uno con la Bologna-Ancona indicandola come "Linea Adriatica".

## Storia
| Tratta         | Inaugurazione     |
| -------------- | ----------------- |
| Ancona-Pescara | 13 maggio 1863    |
| Pescara-Ortona | 15 settembre 1863 |
| Ortona-Foggia  | 25 aprile 1864    |
| Foggia-Trani   | 11 agosto 1864    |
| Trani-Bari     | 26 febbraio 1865  |
| Bari-Brindisi  | 29 aprile 1865    |
| Brindisi-Lecce | 15 gennaio 1866   |
| Lecce-Zollino  | 1º febbraio 1868  |
| Zollino-Maglie | 20 novembre 1868  |
| Maglie-Otranto | 20 settembre 1872 |

Appena dopo la proclamazione del Regno d'Italia il governo si occupò delle concessioni ferroviarie che, negli anni precedenti, erano state rilasciate dai vari Stati della penisola e dai governi provvisori dittatoriali a varie società, annullandone alcune, modificandone altre e rilasciando ulteriori nuove concessioni.
A novembre del 1861 entrò in funzione la Milano-Piacenza, unita prima da un ponte in legno e poi da quello in ferro sul fiume Po alla Piacenza-Bologna che in data successiva al 1859 aveva connesso la linea proveniente da Torino e dalla Francia alla Bologna-Ancona, realizzata dalla Società generale delle Strade Ferrate Romane, dell'allora Stato Pontificio, nel novembre del 1861.
Rimaneva ancora da intraprendere la costruzione dell'Adriatica già da tempo auspicata, ma mai definita soprattutto a causa della difficoltà di mettere d'accordo le diverse esigenze degli stati che ne venivano attraversati: lo Stato Pontificio e il Regno delle Due Sicilie. Il primo era pago del congiungimento di Roma con il porto di Ancona e con Bologna tramite la sua Pio Centrale. Il secondo invece progettava il collegamento dalla capitale del regno, Napoli, con Foggia e il Porto di Manfredonia con eventuali diramazioni per le altre due importanti strutture marittime di Brindisi e Taranto. C'era poi il progetto della Salerno-Eboli-Conza con collegamenti verso Foggia e verso Sulmona e l'Aquila, ma nessun interesse a un collegamento costiero con il nord. Neanche l'Austria era interessata alla linea visto che aveva già in Venezia e Trieste i suoi sbocchi nell'Adriatico su cui incanalare la Valigia delle Indie e i suoi interessi militari la spingevano a collegamenti ferroviari verso il Tirreno e Livorno.
La costituzione del regno d'Italia nel 1860 sconvolse tutti i vecchi programmi degli stati pre-unitari dato che l'imprenditoria piemontese e lombarda aveva invece interesse a uno sbocco commerciale verso i porti dell'Adriatico più vicini e agevoli per il commercio con l'Oriente attraverso il Canale di Suez. E inoltre ne aveva necessità anche per gli scopi militari connessi al controllo dell'Adriatico.
Per le linee dell'Italia meridionale già nel maggio 1861 venne quindi presentato alla Camera dei Deputati del Regno un complesso progetto di fattibilità di nuove strade ferrate in concessione di cui si riteneva vitale la costruzione. In particolare era ritenuta essenziale la costruzione della ferrovia lungo il litorale adriatico da Ancona fino a Brindisi e a Otranto che da più parti erano ritenute in procinto di diventare la porta d'oriente per l'Europa. In quegli anni infatti vari stati europei facevano a gara per accaparrarsi il transito della Valigia delle Indie con il suo flusso di merci tra l'Inghilterra e il suo vasto impero coloniale. Si arrivava a favoleggiare sugli effetti quasi fosse un fiume di ricchezza quindi non meraviglia che ci fosse una vera e propria lotta per la concessione dell'Adriatica. Nel luglio del 1862 il conte Pietro Bastogi, già Ministro delle finanze nel Regno d'Italia la spuntò su tutti: la nuova concessionaria, costituita a Torino il 18 settembre 1862 raccolse l'adesione di ben 92 banchieri e l'enorme somma (per quei tempi) di 100 milioni di lire di capitale interamente italiano; ebbe come presidente il conte Bastogi, e vice presidenti, il conte Bettino Ricasoli e il barone Giovanni Barracco. Il nome della società fu Società Italiana per le strade ferrate meridionali. Realizzò rapidamente il programma di costruzione finanziandolo direttamente: la tratta Ancona-Pescara fu aperta all'esercizio il 13 maggio 1863, da Pescara a Ortona il 15 settembre 1863, da Ortona a Foggia il 25 aprile 1864, il 29 aprile 1865 la Foggia-Brindisi e il 15 gennaio 1866 la Brindisi-Lecce. Rimaneva la Lecce-Otranto per la quale aspre polemiche impedivano la scelta del percorso a cui pose fine lo stesso Ministro dei lavori pubblici Stefano Jacini decretandone il tracciato. Solo nel 20 settembre del 1872 venne completato l'ultimo tratto di 19 km da Maglie a Otranto.
La nuova linea ferroviaria adriatica fu la prima comunicazione tra il meridione e il centro-nord Italia. Nel 1866 infatti non c'erano ancora ferrovie sul versante tirrenico a sud di Eboli. Vittorio Emanuele II il 9 novembre 1863 inaugurò con il viaggio in treno la Pescara-Foggia, aperta in fretta per terminare i lavori nel tempo previsto, ma che dovette ritardare fino al 25 aprile 1864 l'apertura al pubblico. Gli atti della prima legislatura del Regno d'Italia scrivono: Fra non molto il porto di Brindisi, rinato a vita nuova, vedrà giungere nel suo seno la Valigia delle Indie, sicuro indizio che il commercio del mondo sarà tratto una seconda volta nei nostri mari. Or pochi giorni (24 maggio) mercé la grande operosità spiegata dalla Società delle Meridionali, malgrado gli ostacoli di ogni specie che ebbe a superare spingevasi la locomotiva fino al porto di Brindisi. Nel settembre del 1871 l'entrata in esercizio della Galleria del Frejus attraverso il Moncenisio realizzò il sogno ambito: gli accordi tra le compagnie ferroviarie interessate permisero l'instradamento del treno di lusso Peninsular-Express attraverso le rete ferroviaria italiana, che in 45 ore compiva il percorso Londra-Brindisi, via Calais e Parigi.
La linea era stata costruita a tempo di record utilizzando la via più semplice e meno impegnativa dal punto di vista delle opere d'arte (gallerie e viadotti), spesso, troppo a ridosso della costa. Ciò nel tempo fu causa di interruzioni e lavori a causa di forti mareggiate.
Nel 1885 a seguito della legge di riordino delle ferrovie detta delle Convenzioni la linea adriatica entrò a far parte del complesso di linee denominato, proprio da essa che era la maggiore, Rete Adriatica e lo rimase fino al 1906 quando in seguito alla statalizzazione delle Ferrovie Italiane del 1905 venne riscattata dallo Stato dopo estenuanti trattative tra i governi del Regno e la Società Meridionale e il pagamento di una ingente somma.
Nel 1933 l'Adriatica venne decurtata della sua tratta terminale Lecce-Maglie-Otranto ceduta in concessione alla nuova società privata denominata Ferrovie del Sud Est.
Il 1º gennaio 1957 venne attivata la trazione elettrica a 3000 V corrente continua tra Bari e Foggia, il 1º aprile dello stesso anno venne estesa tra Foggia e Pescara e il 16 maggio 1959 l'elettrificazione venne attivata sulla tratta tra Pescara e Ancona.
Il 30 maggio 1996 venne inaugurato l'esercizio a trazione elettrica tra Bari e Lecce. Il 30 luglio 2006 venne completato il raddoppio della stessa tratta.
Dal 30 agosto 2023 sono iniziati i lavori di raddoppio in variante dei binari fra Termoli e Lesina, ultimo tratto rimasto a binario unico. Il termine dei lavori del raddoppio è previsto in 2 fasi, la prima parte, da Ripalta a Lesina nel 2024, mentre la seconda parte, da Termoli a Ripalta, per il 2028.
Il 14 marzo 2024 sono iniziati i lavori per la realizzazione del Nodo Sud di Bari in variante con la realizzazione delle fermate Bari Campus, Bari Executive e Triggiano. Il completamento dell'opera, secondo il piano commerciale 2024 di RFI, è previsto per il 2028.
L'11 marzo 2024 è stato avviato l'iter per l'autorizzazione del progetto definitivo del Nodo Nord di Bari in variante con la realizzazione di una fermata Santo Spirito-Palese e lo studio per la realizzazione di una fermata a servizio dell'aeroporto di Bari. Il completamento dell'opera è previsto per il 2030.

## Caratteristiche
La caratteristica principale della linea Adriatica è la quasi totale assenza di gallerie, ad eccezione della tratta tra Pescara e Vasto-San Salvo, dove ne sono presenti sette, di cui tre aventi lunghezza superiore a 5000 m. Il suo lungo percorso è quasi del tutto a doppio binario banalizzato (eccetto la tratta tra Termoli e Lesina) ed è elettrificato a corrente continua a 3000 volt.
È attrezzata con Sistema Controllo Marcia Treno e di Sistema di Comando e Controllo (da Ancona a Brindisi).
Esercita dal Dirigente Centrale Operativo con sede a Bari Lamasinata per il tratto Termoli-Lecce e con sede a Pescara per il tratto Ancona-Termoli, fa uso dei regimi di circolazione Blocco Automatico a Correnti Codificate (tratte Ancona-Pescara Centrale, San Severo-Bari Torre a Mare e Brindisi-Lecce) e Blocco Conta Assi (tratte Pescara Centrale-San Severo e Bari Torre a Mare-Brindisi) consentendo velocità massime comprese tra 135 e 180 km/h nei tratti Ancona-Pescara Centrale e San Severo-Bari Torre a Mare e di circa 150 km/h nei tratti Pescara Centrale-San Severo e Bari Torre a Mare-Brindisi e di 200 km/h nel tratto Brindisi-Lecce.
Da essa diramano molte linee, alcune delle quali di fondamentale importanza per il collegamento Adriatico-Tirreno; altre sono secondarie, ma tuttavia importanti per il territorio interno. Altre linee ferroviarie, per lo più concesse, nel tempo sono state chiuse all'esercizio. Una di esse, la Foggia-Lucera, è stata riaperta all'esercizio il 14 luglio 2009 dopo la cessione alle Ferrovie del Gargano, la ristrutturazione e l'elettrificazione.
Dal 2015 al 2018 la linea è stata interessata da importanti lavori di potenziamento infrastrutturale. In seguito ai lavori, la velocità massima in alcuni tratti della linea è arrivata a 200 km/h. Inoltre, è in corso di costruzione il raddoppio dell'unica tratta a binario unico, quella fra Termoli e Lesina, di circa 33 km. Il progetto prevede lo spostamento di un tratto di ferrovia a monte, al fine di prevenire le interruzioni causate da mareggiate ed esondazioni di fiumi.
Dal 2024 la tratta Pescara-Termoli è invece interessata da lavori di ammodernamento della linea aerea di contatto con nuova palificazione e nuovi sostegni a mensola Omnia per garantire velocità di tratta fino a 200km/h. L'opera sarà conclusa entro il 2026.

### Percorso
| Unused urban continuation backward | Continuation backward |  |

| Unknown route-map component "uexABZg+4" + Unknown route-map component "uexlCONTf4" | Straight track |  |

| Unknown route-map component "uexBHF" | Unknown route-map component "BHFSPLa" |  |

| Unknown route-map component "uexkSTR2" | Unknown route-map component "vSHI1l-STRl" + Unknown route-map component "PORTALf" | Unknown route-map component "CONTf@Fq" |

| Unknown route-map component "uexkSTRc1" | Unknown route-map component "tSTR" + Unknown route-map component "uexkSTRl+4" | Unknown route-map component "uexCONTf@Fq" |

| Unknown route-map component "tSTRe" |

| Station on track |

| Stop on track |

| Stop on track |

| Unknown route-map component "SKRZ-Au" |

| Unknown route-map component "HSTeBHF" |

| Unknown route-map component "bWBRÜCKE1" |

| Station on track |

| Unknown route-map component "SKRZ-Au" |

| Unknown route-map component "HSTeBHF" |

| Unknown route-map component "bWBRÜCKE1" |

| Unknown route-map component "HSTeBHF" |

| Station on track |

| Unknown route-map component "CONTgq" | Unknown route-map component "ABZgr" |  |

| Unknown route-map component "bWBRÜCKE1" |

| Station on track |

| Unknown route-map component "bWBRÜCKE1" |

| Unknown route-map component "exKHSTa" | Station on track |  |

| Unknown route-map component "exBHF" | Straight track |  |

| Unknown route-map component "exdCONTgq" | Unknown route-map component "exSTRr" | Straight track | Unknown route-map component "+d" |

| Unknown route-map component "eHST" |

| Station on track |

| Station on track |

| Stop on track |

| Station on track |

| Station on track |

| Unknown route-map component "CONTgq" | Unknown route-map component "ABZgr" |  |

| Unknown route-map component "hKRZWae+GRZq" |

| Unknown route-map component "eHST" |

| Stop on track |

| Unknown route-map component "bWBRÜCKE1" |

| Station on track |

| Stop on track |

| Unknown route-map component "bWBRÜCKE1" |

| Station on track |

| Unknown route-map component "CONTgq" | Unknown route-map component "ABZgr" |  |

| Unknown route-map component "bWBRÜCKE1" |

| Station on track |

| Unknown route-map component "bWBRÜCKE1" |

| Stop on track |

| Station on track |

| Station on track |

| Unknown route-map component "bWBRÜCKE1" |

| Unknown route-map component "bWBRÜCKE1" |

| Unknown route-map component "exCONT4+f" | Straight track |  |

| Unknown route-map component "exBHF" | Station on track |  |

| Unknown route-map component "exKRWgl" | Unknown route-map component "eKRWg+r" |  |

| Unknown route-map component "exSTR2" | Unknown route-map component "eABZg2" + Unknown route-map component "exSTRc3" | Unknown route-map component "exSTRc3" |

| Unknown route-map component "exSTRc1" | Unknown route-map component "eKRZ2+4o" + Unknown route-map component "exSTRc1" | Unknown route-map component "exv-STR+4" + Unknown route-map component "exSTRc3" |

|  | Straight track + Unknown route-map component "exSTRc1" | Unknown route-map component "exvSTR+4-" + Unknown route-map component "exlvHST-" + Unknown route-map component "exv-STR" |

|  | Straight track | Unknown route-map component "exvHST-STR" |

|  | Straight track | Unknown route-map component "exvÜWBl" |

|  | Station on track | Unknown route-map component "exvBHF-" + Unknown route-map component "exv-HST" |

| Unknown route-map component "d" |  | Straight track + Unknown route-map component "exSTRc2" | Unknown route-map component "exvSTR3-" + Unknown route-map component "uexv-STR" + Unknown route-map component "exv-STRl" | Unknown route-map component "exdKBHFeq" |

|  | Unknown route-map component "eABZg+1" | Unknown route-map component "uexv-STR" + Unknown route-map component "exSTRc4" |

|  | Straight track | Unknown route-map component "uexv-HST" |

| Unknown route-map component "d" |  | Small bridge over water | Transverse water + Unknown route-map component "uexv-BRÜCKE1" | Unknown route-map component "dWASSERq" |

|  | Straight track | Unknown route-map component "uexv-HST" |

|  | Unknown route-map component "HSTeBHF" | Unknown route-map component "uexv-STR" |

| Unknown route-map component "CONTgq" | Unknown route-map component "ABZgr" | Unknown route-map component "uexv-STR" |

|  | Unknown route-map component "eABZg2" | Unknown route-map component "uexv-STR" + Unknown route-map component "exSTRc3" |

|  | Stop on track + Unknown route-map component "exSTRc1" | Unknown route-map component "exvSTR+4-" + Unknown route-map component "uexv-STR" |

|  | Straight track | Unknown route-map component "exvHST-" + Unknown route-map component "uexv-STR" |

|  | Straight track + Unknown route-map component "exSTRc2" | Unknown route-map component "exvSTR3-" + Unknown route-map component "uexv-KHSTe" |

|  | Unknown route-map component "eABZg+1" | Unknown route-map component "exSTRc4" |

| Station on track |

| Unknown route-map component "HSTeBHF" |

| Unknown route-map component "tSTRa" |

| Unknown route-map component "tSTRe" |

| Enter and exit tunnel |

| Unknown route-map component "CONT4+f" | Unknown route-map component "ABZg+l" | Unknown route-map component "KINTeq" |

| Non-passenger station/depot on track | Station on track |  |

| Unknown route-map component "KRWl" | Unknown route-map component "KRWg+r" |  |

|  | Unknown route-map component "eABZg2" | Unknown route-map component "exSTRc3" |

|  | Unknown route-map component "tSTRa" + Unknown route-map component "exSTRc1" | Unknown route-map component "exSTR+4" |

|  | Unknown route-map component "tSTRe" | Unknown route-map component "exSTR" |

|  | Unknown route-map component "tSTRa" | Unknown route-map component "exSTR" |

|  | Unknown route-map component "tSTRe" | Unknown route-map component "exSTR" |

|  | Station on track | Unknown route-map component "exSTR" |

| Unknown route-map component "exCONTgq" | Unknown route-map component "eKRZo" | Unknown route-map component "exABZg+r" |

|  | Unknown route-map component "kABZg3" | Unknown route-map component "exBHF" |

| Unknown route-map component "dCONTgq" | Unknown route-map component "kSTRr+1" | Unknown route-map component "STR+k4" | Unknown route-map component "exSTR" | Unknown route-map component "d" |

|  | Unknown route-map component "tSTRa" | Unknown route-map component "exSTR" |

|  | Unknown route-map component "tSTR" | Unknown route-map component "exBHF" |

|  | Unknown route-map component "tSTRe" | Unknown route-map component "exSTR" |

| Unknown route-map component "dCONTgq" | Unknown route-map component "ABZq+r" | Unknown route-map component "ABZg+r" | Unknown route-map component "exSTR" | Unknown route-map component "d" |

| Unknown route-map component "YRD" | Station on track | Unknown route-map component "exSTR" |

| Unknown route-map component "exSTRl" | Unknown route-map component "ekKRZ2+ro" | Unknown route-map component "exSTR+k3" |

|  | Unknown route-map component "tSTRa" | Unknown route-map component "exkABZg+4" |

|  | Unknown route-map component "tSTR" | Unknown route-map component "exBHF" |

|  | Unknown route-map component "tSTRe" + Unknown route-map component "exSTRc2" | Unknown route-map component "exSTR3" |

|  | Unknown route-map component "eABZg+1" | Unknown route-map component "exSTRc4" |

| Unknown route-map component "HSTeBHF" |

|  | Unknown route-map component "eABZg2" | Unknown route-map component "exSTRc3" |

|  | Unknown route-map component "tSTRa" + Unknown route-map component "exSTRc1" | Unknown route-map component "exSTR+4" |

|  | Unknown route-map component "tSTRe" + Unknown route-map component "exSTRc2" | Unknown route-map component "exSTR3" |

|  | Unknown route-map component "eABZg+1" | Unknown route-map component "exSTRc4" |

| Station on track |

|  | Unknown route-map component "eABZgl" | Unknown route-map component "exCONTfq" |

|  | Unknown route-map component "eABZg2" | Unknown route-map component "exSTRc3" |

|  | Unknown route-map component "tSTRa" + Unknown route-map component "exSTRc1" | Unknown route-map component "exSTR+4" |

|  | Unknown route-map component "tSTR" | Unknown route-map component "exBHF" |

|  | Unknown route-map component "tSTRe" + Unknown route-map component "exSTRc2" | Unknown route-map component "exSTR3" |

|  | Unknown route-map component "eABZg+1" | Unknown route-map component "exSTRc4" |

| Station on track |

| Unknown route-map component "exCONTgq" | Unknown route-map component "eABZgr" |  |

| Unknown route-map component "eBHF" |

| Unknown route-map component "STR+GRZq" |

| Unknown route-map component "SKRZ-Au" |

| Unknown route-map component "bWBRÜCKE1" |

| Unknown route-map component "eHST" |

| Unknown route-map component "SKRZ-Au" |

| Station on track |

| Unknown route-map component "eBHF" |

| Station on track |

| Unknown route-map component "CONTgq" | Unknown route-map component "ABZgr" |  |

| Unknown route-map component "bWBRÜCKE1" |

| Station on track |

| Unknown route-map component "eHST" |

| Unknown route-map component "STR+GRZq" |

| Station on track |

| Non-passenger station/depot on track |

| Unknown route-map component "bWBRÜCKE1" |

| Unknown route-map component "eBHF" |

| Unknown route-map component "SKRZ-Au" |

| Unknown route-map component "exSTRc2" | Unknown route-map component "eABZg3" |  |

| Unknown route-map component "exSTR+1" | Unknown route-map component "exSTRc4" + Non-passenger station/depot on track |  |

| Unknown route-map component "exBHF2" | Unknown route-map component "exSTRc3" + Straight track |  |

| Unknown route-map component "exSTRc1" | Unknown route-map component "eKRZ2+4" | Unknown route-map component "exSTRc3" |

|  | Unknown route-map component "exSTRc1" + Stop on track | Unknown route-map component "exSTR+4" |

|  | Unknown route-map component "exSTRc2" + Straight track | Unknown route-map component "exBHF3" |

| Unknown route-map component "exSTRc2" | Unknown route-map component "eKRZ3+1" | Unknown route-map component "exSTRc4" |

| Unknown route-map component "exSTR2+1" | Unknown route-map component "exSTRc34" + Straight track |  |

| Unknown route-map component "exSTRc1" | Unknown route-map component "eKRZ2+4" | Unknown route-map component "exSTRc3" |

|  | Unknown route-map component "exSTRc1" + Station on track | Unknown route-map component "exSTR+4" |

|  | Unknown route-map component "exSTRc2" + Straight track | Unknown route-map component "exBHF3" |

|  | Unknown route-map component "eABZg+1" | Unknown route-map component "exSTRc4" |

| Unknown route-map component "uexCONT4+f" | Unknown route-map component "ABZg+l" | Unknown route-map component "CONTfq" |

| Unknown route-map component "uexBHF" | Station on track |  |

| 495+031 |
| 497+579 |

| Unknown route-map component "uexKRWl" | Unknown route-map component "uexKRW+r" + Unknown route-map component "eABZgl" | Unknown route-map component "exCONTfq" |

| Unknown route-map component "eBHF" |

| Unknown route-map component "CONTgq" | Unknown route-map component "ABZg+r" |  |

| Station on track |

| Unknown route-map component "cCONTgq" | Unknown route-map component "kABZq2" | Unknown route-map component "ABZglr" + Unknown route-map component "kSTRc3" | Unknown route-map component "CONTfq" | Unknown route-map component "c" |

|  | Unknown route-map component "kABZg+4" |

| Station on track |

| Station on track |

| Station on track |

| Unknown route-map component "exKBHFaq" | Unknown route-map component "eABZgr" |  |

| Unknown route-map component "SKRZ-Au" |

| Unknown route-map component "eBHF" |

| Station on track |

| Unknown route-map component "eBHF" |

|  | Unknown route-map component "eABZgl" | Unknown route-map component "exCONTfq" |

| Unknown route-map component "CONTgq" | Unknown route-map component "ABZg+r" |  |

| Unknown route-map component "d" | Unknown route-map component "v-BHF" + Unknown route-map component "vKBHFa-" |  |

| Unknown route-map component "d" | Unknown route-map component "vÜSTr" |  |

| Unknown route-map component "v-STR3" + Unknown route-map component "lCONTf3" | Unknown route-map component "edABZgl" | Unknown route-map component "exCONTfq" |

| Station on track |

| Station on track |

| Station on track |

| Station on track |

| Unknown route-map component "vKBSTa-STR" | Unknown route-map component "d" |

| Unknown route-map component "exdSTR+l" | Unknown route-map component "evKRZo" | Unknown route-map component "exCONTfq" |

| Unknown route-map component "exdDST" | Unknown route-map component "vBHF" |  |

| Unknown route-map component "exKRWgl" + Unknown route-map component "BS2c1" | Unknown route-map component "exKRW+r" + Unknown route-map component "SHI2g+r" |  |

| Unknown route-map component "exCONTr+g" | Stop on track |  |

| Unknown route-map component "CONTgq" | Unknown route-map component "dKRZu" | Unknown route-map component "STR+r" |

|  | Unknown route-map component "dSTR" | Station on track |

| Unknown route-map component "tCONTgq" | Unknown route-map component "dKRZt" | Unknown route-map component "ABZg+r" + Unknown route-map component "PORTALr" |

| Unknown route-map component "d" | Unknown route-map component "v-SHI2gr" | Straight track |

| Unknown route-map component "dCONTgq" | Unknown route-map component "vKRZu" | Unknown route-map component "ABZg+r" |

| Unknown route-map component "d" | Unknown route-map component "vSTR" | Station on track |

| Unknown route-map component "d" | Unknown route-map component "vINT-STR" | Straight track |

| Unknown route-map component "d" | Unknown route-map component "vSTR-HST" | Straight track |

| Unknown route-map component "d" | Unknown route-map component "v-SHI2g+r" | Straight track |

|  | Unknown route-map component "eABZgl+l" | Unknown route-map component "edKRZo" | Unknown route-map component "exdCONTfq" |

|  | Straight track | Unknown route-map component "vHST-" |

|  | Straight track | Unknown route-map component "vSHI2gl-" |

|  | Straight track | Unknown route-map component "vSTR-KDSTe" |

| Unknown route-map component "CONTgq" | Junction both to and from right | Unknown route-map component "vHST-" |

|  | Unknown route-map component "SHI3g+l" | Unknown route-map component "dSHI3gr" | Unknown route-map component "d" |

| Unknown route-map component "CONTgq" | Unknown route-map component "KRZu" | Unknown route-map component "vSTR-STR+ro" |

| Unknown route-map component "exCONTgq" | Unknown route-map component "eABZg+r" | Unknown route-map component "vHST-STR" |

|  | Station on track | Unknown route-map component "vKBHFe-" + Unknown route-map component "v-KBHFe" |

| Unknown route-map component "CONTgq" | Unknown route-map component "ABZgr" |  |

| Stop on track |

| Stop on track |

| Stop on track |

| Unknown route-map component "eHST" |

| Unknown route-map component "eBHF" |

| Station on track |

| Station on track |

| Unknown route-map component "eBHF" |

| Station on track |

| Station on track |

| Unknown route-map component "eBHF" |

| Station on track |

| Stop on track |

| Unknown route-map component "eBHF" |

| Station on track |

| Stop on track |

| Unknown route-map component "eBHF" |

| Non-passenger station/depot on track |

| Unknown route-map component "eBHF" |

| Unknown route-map component "CONTgq" | Unknown route-map component "vSTR+r-SHI1+r" |  |

| Unknown route-map component "vHST-STR" |

| Unknown route-map component "BHFSPLe" |

|  | Unknown route-map component "eABZgl" | Unknown route-map component "exCONTfq" |

|  | Unknown route-map component "ABZgl" | Unknown route-map component "KINTeq" |

| Unknown route-map component "eBHF" |

| Stop on track |

| Station on track |

| Stop on track |

| Non-passenger station/depot on track |

| Unknown route-map component "d" | Unknown route-map component "vSHI2gl-" |

| Unknown route-map component "d" | Unknown route-map component "vSTR-INT" |

| Unknown route-map component "dCONTgq" | Unknown route-map component "dSTR+r" | Unknown route-map component "vSHI2g+l-" | Unknown route-map component "d" |

| Unknown route-map component "BHFSPLe" | Unknown route-map component "d" |

| 797+903 |
| 0+000   |

| Continuation forward | Unknown route-map component "d" |

#### Ancona-Pescara
La linea parte dalla stazione di Ancona e, sottopassata la viabilità urbana in luogo del preesistente passaggio a livello con cui si intersecavano la tranvia Ancona-Falconara M. e la rete tranviaria di Ancona, si tiene ad ovest del promontorio del Conero, giunge in prossimità della costa Adriatica marchigiana a Porto Recanati, la segue sino a raggiungere il litorale abruzzese, che segue per quasi tutto il percorso fino alla stazione di Pescara.
Proprio per la vicinanza della ferrovia a molte località marine, la linea registra il maggior traffico di viaggiatori durante l'estate.
Dal tronco ferroviario si diramano verso l'interno diverse linee ferroviarie:
- a Civitanova Marche, la ferrovia Civitanova Marche-Fabriano;
- a Porto d'Ascoli, la ferrovia Ascoli Piceno-San Benedetto del Tronto;
- a Giulianova, la Ferrovia Teramo-Giulianova.

Dalla stazione di Porto San Giorgio, si dipartiva la linea a scartamento ridotto Porto San Giorgio-Amandola, dismessa nel 1956, mentre dallo scalo di Pescara Centrale si diramava la Pescara-Penne chiusa nel 1963.

#### Pescara-Bari
Partendo dalla stazione di Pescara Centrale, la ferrovia attraversa le regioni di Abruzzo, Molise e Puglia e le province di Pescara, Chieti, Campobasso, Foggia, Barletta-Andria-Trani e Bari. Essa si estende su un territorio costiero - collinare fino al Posto di Movimento di Ripalta, dopodiché piega verso la piana del Tavoliere, per poi ritornare parallela alla costa nei pressi di Barletta e giungere alla stazione di Bari Centrale.
Lungo questo tronco si diramano diverse linee ferroviarie verso l'interno:
- dalla stazione di Pescara Porta Nuova, la linea per Roma;
- da San Vito-Lanciano, la linea che porta a Lanciano Città e, in passato, a Castel di Sangro;
- da Termoli, la linea per Campobasso;
- da San Severo: la San Severo-Peschici delle ferrovie del Gargano;
- dalla stazione di Foggia si diramano varie linee per:
  - Manfredonia;
  - Benevento, Caserta e Napoli;
  - Potenza;
  - la linea per Lucera delle Ferrovie del Gargano, linea già dismessa e recentemente riattivata;
- dalla stazione di Barletta si diparte la linea per Spinazzola e la Bari-Barletta, gestita dalle Ferrovie del Nord Barese, il cui percorso termina in Bari Centrale ricalcando prevalentemente quello della precedente tranvia a vapore, che a Barletta incrociava l'Adriatica con un passaggio a livello dedicato;
- dalla stazione di Margherita di Savoia partiva la ferrovia Margherita di Savoia Ofantino-Margherita di Savoia, dismessa dal 1987; in seguito a ciò la stazione ha assunto il nome di stazione di Margherita di Savoia-Ofantino.

##### Ammodernamento e potenziamento
Interventi eseguiti
Nel novembre 2003, terminarono i lavori della variante al vecchio tracciato fra Apricena e Lesina che fu dismesso; ciò allo scopo di incrementare sia la velocità che il numero di treni che vi possono circolare, eliminando anche il problema delle precedenze. La doppia progressiva chilometrica attribuita alla stazione di San Severo è motivata dall'attivazione della variante, più breve di circa 2,5 km.
Nell'ottobre 2005 fu attivato un nuovo tracciato, in variante a doppio binario parallelo al precedente e non più a ridosso della costa, tra la stazione di Ortona e la fermata di Casalbordino-Pollutri e fra Porto di Vasto e Vasto-San Salvo. Lo scopo primario della costruzione di questa variante è stata la necessità di diminuire la tortuosità del vecchio tratto e le ingenti spese di manutenzione della massicciata, soggetta al danneggiamento delle mareggiate e all'erosione della costa. Il tracciato storico fu contestualmente dismesso: in alcuni tratti venne poi trasformato in pista ciclabile.
Nel 2007 fu attivato il raddoppio del binario in affiancamento a quello esistente, nel tratto compreso fra Apricena e San Severo.
Il 2 dicembre 2018 entrò in funzione la Galleria dei Frentani, ponendo fine alla strozzatura presente a Nord della stazione di Ortona. L'opera consiste in un tunnel a singola canna in affiancamento a quello esistente (Galleria Castello) e si ricollega al binario discendente all'interno del camerone della Galleria Cimitero ove prima avveniva il passaggio da doppio a semplice binario.
A seguito dell'entrata in funzione della nuova Galleria dei Frentani la Galleria Castello è stata oggetto di importanti lavori di adeguamento della sagoma per consentire il passaggio delle merci con carico di semirimorchi e container a sagoma P/C 400. Il 23 marzo 2025 è stato attivato il raddoppio della Galleria Cimitero.

#### Bari-Lecce
Dalla stazione di Bari Centrale fino a Monopoli, la ferrovia prosegue nel suo percorso costiero nei pressi del mare Adriatico. Dalla cittadina barese fino all'immissione della ferrovia Taranto-Brindisi, il percorso è più interno di qualche chilometro rispetto alla linea costiera.
Presso la stazione di Brindisi, la ferrovia si riavvicina alla costa per raccordarsi con il porto, dopodiché riprende a correre verso l'interno in direzione di San Pietro Vernotico e Lecce con un percorso quasi rettilineo e compreso tra la Strada statale 613 Brindisi-Lecce e la ex strada statale 16 Adriatica (questo tronco corre parallelamente alle due strade).
Da Bari si diramano diverse linee ferroviarie:
- la ferrovia Bari-Matera a scartamento ridotto, gestita dalla Ferrovie Appulo Lucane;
- la ferrovia Bari-Taranto di RFI e Bari-Taranto delle Ferrovie del Sud Est;
- la Bari-Barletta della società Ferrovie del Nord Barese;

A Brindisi avviene la congiunzione con la già citata ferrovia Taranto-Brindisi.
A Lecce si congiungono alla rete statale diverse linee gestite dalle Ferrovie del Sud Est. Di queste ferrovie si tratta delle linee:
- Martina Franca-Lecce;
- Lecce-Gallipoli, il tratto fino a Zollino era parte di quel che era concepito inizialmente come ultimo tratto della ferrovia Adriatica che arrivava sino ad Otranto, la naturale prosecuzione di quella che era la Ferrovia Adriatica si trova per le ferrovie Zollino-Gagliano del Capo fino a Maglie e l'intera ferrovia Maglie-Otranto;

##### Ammodernamento e potenziamento
Nel 1977 venne raddoppiato il binario tra Fasano e Brindisi, il primo della tratta tra Bari e Lecce. Il raddoppio fu oggetto del Programma Integrativo del 1981 e proseguì, il 10 ottobre 1993 con l'attivazione della tratta tra Torre a Mare e Mola di Bari e nell'estate 1994 della tratta compresa tra Brindisi e Tuturano.
Dall'orario invernale 1993 cominciò l'elettrificazione della tratta Bari-Lecce con la messa sotto tensione della linea tra Bari Parco Sud e Mola di Bari, consentendone così l'utilizzo da parte dei servizi metropolitani (precedentemente attestati a Bari Parco Sud) effettuati con ALe 582 e rimorchiate. L'elettrificazione proseguì nell'ottobre 1995 con la tratta tra Mola di Bari e Monopoli; il 10 aprile dell'anno successivo l'elettrificazione venne attivata nella tratta da Monopoli a Brindisi con diramazione fino a Brindisi Marittima e infine il 23 maggio 1996 venne messa sotto tensione la tratta compresa tra Brindisi e Lecce.
L'elettrificazione tra Bari e Lecce venne ufficialmente inaugurata il 30 maggio 1996.
Tra il 1996 e il 2006 venne eseguito il raddoppio del binario nelle tratte comprese tra Bari Parco Sud e Bari Torre a Mare, tra Mola di Bari e Fasano e tra Tuturano e Lecce. Il raddoppio dell'ultimo tratto mancante, da Monopoli a Fasano, fu completato il 30 luglio 2006. La cerimonia inaugurale del raddoppio dell'intera tratta di linea tra Bari e Lecce avvenne il 16 dicembre dello stesso anno.
Nel 2006 si concluse l'importante intervento di potenziamento dell'infrastruttura comprendente:
- completamento del raddoppio e dell'elettrificazione dell'intero tracciato
- soppressione di alcuni passaggi a livello
- adeguamento e ammodernamento delle stazioni

Il 16 novembre 2018 la velocità massima di linea sulla tratta Brindisi-Lecce fu elevata da 140 a 200 km/h con l'intento, da parte di RFI, di uniformare a 200 km/h la velocità della linea ferroviaria fino a Foggia. 

## Sviluppi
Gli interventi di potenziamento della linea Adriatica hanno raggiunto ormai il limite possibile rispetto al tracciato originario, costiero e con molti attraversamenti di centri urbani. Si fa strada l'ipotesi della costruzione di una nuova linea a monte AV/AC Bologna-Ancona-Pescara-Foggia-Bari.
Nel 2023 Rete Ferroviaria Italiana ha stimato tra i 40 e i 50 miliardi di euro il costo di una nuova linea alta velocità Bologna-Ancona-Pescara-Foggia-Bari, percorribile da treni fino a 300 chilometri/ora. Il costo di velocizzazione delle sezioni di linea esistente, ammonterebbe a 5 miliardi di euro ma con velocità massima dei treni fino a 200 chilometri/ora.
A marzo 2024 è stata confermata, nei piani del governo, l'ipotesi di progetto di una nuova linea, ad alta velocità e alta capacità, Bologna-Ancona-Pescara-Foggia-Bari in arretramento alla ferrovia esistente, con un costo stimato in 60 miliardi di euro.

### Annotazioni
1. ↑  Demolita
2. ↑  Demolita nel 1981
3. ↑  Demolito
4. ↑  Fino al 1927 conosciuta come Castellammare Adriatico
5. ↑  Fino al 1927 conosciuta come Pescara
6. ↑  Solo traffico merci
7. ↑  Dal 1941 al 1964 a doppio binario. Ricostruita nel 2015 a binario semplice.
8. ↑  Adibita a sede dell'Arpa
9. ↑  Adibita a diversa utilizzazione
10. 1 2  In stato di abbandono

### Fonti
1. ↑  https://www.rfi.it/it/rete/i-nostri-progetti/I-nostri-progetti-regione-per-regione/marche.html
https://www.mit.gov.it/nfsmitgov/files/media/notizia/2022-09/Allegato%20tecnico%20RFI%20linea%20Adriatica.pdf
2. 1 2   Ufficio Centrale di Statistica delle Ferrovie dello Stato, Prospetto cronologico dei tratti di ferrovia aperti all'esercizio dal 1839 al 31 dicembre 1926, su Trenidicarta.it, Alessandro Tuzza, 1927. URL consultato il 29 settembre 2015.
3. ↑  Giuseppe De Castro:Sull'attuale ordinamento delle Ferrovie italiane. In Il Politecnico Vol XXVI, Milano 1865: a pag 61:...Questa zona adriatica che muove da Bologna a Taranto e Brindisi può più presto considerarsi un'appendice topografica della valle del Po nella quale ha l'ufficio di riversare le mercanzie dell'oriente...
4. ↑  Annali Universali di Statistica a cura di Giuseppe Sacchi, Vol.CXLV,della serie prima. Milano,1º trimestre 1861
5. ↑  Ernesto Petrucci Il '48 e la questione ferroviaria nello Stato Pontificio a pag.19, Storia e Futuro 1/2002
6. ↑  Gian Guido Turchi, 150 di ferrovia in Italia, in iTreni 97, Editrice ETR, Salò, 1989
7. ↑  La Prima Legislatura del regno d'Italia,a cura di Leopoldo Galeotti. Firenze, Le Monnier, 1865
8. ↑  Stefano Maggi,Tra pubblico e privato. La gestione delle ferrovie nell'800 e primo '900 , in TuttoTreno & Storia 22, pagg. 22,23. Duegi Editrice, Albignasego, 2002
9. ↑  Gian Guido Turchi Strade Ferrate meridionali:ultimo atto in iTreni 283. Editrice ETR Salò, 2003
10. ↑  Fabio Vergari, La ferrovia Maglie-Otranto, iTreni 74 pag. 24, ETR Salò, 1987
11. ↑   Ministero dei trasporti. Direzione generale delle ferrovie dello Stato. Servizio impianti elettrici., Attivazione dell'esercizio a trazione elettrica della linea Foggia-Bari (1 gennaio 1957)., Roma, 1956.
12. ↑   Ministero dei trasporti. Ferrovie dello Stato. Servizio impianti elettrici., Elettrificazione della linea Ancona-Pescara : Attivazione: 16 maggio 1959., Roma, 1959.
13. 1 2 3 4   Lecce sotto tensione, in I Treni, n. 174, Editrice Trasporti su Rotaie, settembre 1996,  pp. 14-18, ISSN 0392-4602 (WC · ACNP).
14. 1 2   Notizia flash, in I Treni, n. 285, Salò, Editrice Trasporti su Rotaie, settembre 2006,  p. 5, ISSN 0392-4602 (WC · ACNP).
15. ↑   Al via i lavori per il Nodo Ferroviario Sud di Bari: cantieri per la stazione Executive e il sottopasso San Pasquale-Japigia, su BariToday. URL consultato il 18 agosto 2024.
16. ↑   Nodo ferroviario sud: apre il maxi cantiere. Prevista una fermata al campus, su www.quotidianodipuglia.it, 15 marzo 2024. URL consultato il 18 agosto 2024.
17. ↑   Rete Ferroviaria Italiana, Piano commerciale 2024 regione Puglia.
18. ↑   Ferrovie.it - Nodo di Bari Nord: avviata procedura per approvazione del progetto definitivo, su Ferrovie.it. URL consultato il 18 agosto 2024.
19. ↑   Nodo Ferroviario Bari Nord, su www.fsitaliane.it. URL consultato il 18 agosto 2024.
20. ↑   Interventi per la velocizzazione della linea ferroviaria Adriatica - RFI - FSNews, su fsnews.it. URL consultato il 15 aprile 2016.
21. ↑   Direttrice adriatica: fra Bologna e Rimini lavori in corso per potenziare infrastruttura ferroviaria - Comunicati - FSNews, su fsnews.it. URL consultato il 15 aprile 2016.
22. ↑   CIS, Raddoppio Pescara - Bari: tratta Ripalta - Lesina, su operecis.gov.it (archiviato dall'url originale il 13 agosto 2016).
23. ↑   Rete Ferroviaria Italiana, CT 18/2013 della DTP di Ancona.
24. ↑   Rete Ferroviaria Italiana, CT 4/2013 della DTP di Ancona.
25. ↑   Impianti FS, in I Treni, n. 246, Salò, Editrice Trasporti su Rotaie, marzo 2003,  p. 8, ISSN 0392-4602 (WC · ACNP).
26. ↑  Ordine di servizio n. 82 del 1948
27. ↑  Ordine di servizio n. 200 del 1912.
28. ↑  Ordine di servizio n. 57 del 1959.
29. ↑  CT AN n. 26 del 2022.
30. ↑   Raddoppio adriatico, in I Treni, n. 277, Salò, Editrice Trasporti su Rotaie, gennaio 2006,  p. 9, ISSN 0392-4602 (WC · ACNP).
31. ↑  Ordine di servizio n. 51 del 1950
32. ↑   Impianti FS, in I Treni, n. 357, Salò, Editrice Trasporti su Rotaie, marzo 2013,  p. 8, ISSN 0392-4602 (WC · ACNP).
33. ↑   Impianti FS, in I Treni, n. 358, Salò, Editrice Trasporti su Rotaie, aprile 2013,  p. 10, ISSN 0392-4602 (WC · ACNP).
34. ↑   Rinuncia alla concessione dell'esercizio della linea ferroviaria Margherita di Savoia Ofantino-Margherita di Savoia e conseguente sua dismissione, su mit.gov.it. URL consultato il 29 settembre 2015 (archiviato dall'url originale il 30 settembre 2015).
35. ↑   Lestradeferrate.it - La diramazione Barletta - Barletta Marittima, su lestradeferrate.it. URL consultato il 21 gennaio 2017.
36. ↑  Ferrovie dello Stato, Ordine di servizio n. 47, 1913.
37. ↑  Rete Ferroviaria Italiana, Circolare territoriale BA 13/2016
38. ↑  Ferrovie dello Stato, Ordine di servizio n. 77, 1949
39. ↑  Ferrovie dello Stato, Ordine di servizio n. 16, 1949
40. ↑  Ferrovie dello Stato, Ordine di servizio n. 101, 1949
41. ↑  Ferrovie dello Stato, Ordine di servizio n. 6, 1938
42. ↑   Impianti FS, in I Treni, anno XXVII, n. 285, Salò, Editrice Trasporti su Rotaie, settembre 2006,  p. 6, ISSN 0392-4602 (WC · ACNP).
43. ↑  Rete Ferroviaria Italiana, Circolare territoriale BA 22/2017.
44. 1 2   David Campione, In servizio la galleria dei Frentani di Ortona, su Ferrovie.it, 4 dicembre 2018. URL consultato il 9 dicembre 2018.
45. ↑   Attivato il nuovo binario a nord di Ortona: un passo avanti per il raddoppio della linea Pescara-Bari, su chietitoday.it, 23 marzo 2025. URL consultato il 23 marzo 2025.
46. ↑   Ferrovie: bianchi,momento di transizione,complesso e difficile | Agi Archivio, su archivio.agi.it. URL consultato il 15 aprile 2016 (archiviato dall'url originale il 6 maggio 2016).
47. ↑  Adriatica - Italferr Archiviato il 7 ottobre 2010 in Internet Archive.
48. ↑   Copia archiviata (PDF), su italferr.it. URL consultato il 18 giugno 2010 (archiviato dall'url originale il 3 marzo 2016).
49. ↑   Alta velocità Adriatica, Rfi valuta l’ipotesi: Strisciuglio apre a una nuova rete, su corriere.it, 15 dicembre 2023 (archiviato il 15 dicembre 2023).
50. ↑   Bypass addio, il piano per l’alta velocità sulla linea Adriatica, su Il Resto del Carlino, 28 marzo 2024. URL consultato il 3 giugno 2024.